# Cantata BWV Anh 194
La Cantata BWV Anh 194 è una composizione di Johann Sebastian Bach.

## Storia
Pochissimo si sa di questa cantata, della quale non si conosce neanche il titolo, essendo andati interamente perduti sia il testo che la musica. Venne composta per festeggiare il compleanno del principe Giovanni Augusto di Anhalt-Zerbst e fu probabilmente eseguita il 29 luglio 1722.